# コルサロ (駆逐艦)
コルサロ（Corsaro、「海兵」の意）はイタリア王立海軍の駆逐艦。

## 艦歴

### 第二次世界大戦中
短期間の就役期間を通して、リビア航路やチュニジア航路での困難な護衛任務についた。
8月3日から5日にかけて、駆逐艦グレカーレ、レジオナリオ、フレッチャ、フォルゴーレおよびトゥルビネ、水雷艇パルテノペおよびカリオペにとともに内燃機船アンカラ（目的地トゥブルク）、ニノ・ビクシオおよびセストリエーレ（目的地ベンガジ）からなる護送船団（戦車92両、車両３４０両、機関車3両、起重機1基、兵員292名、燃料及び潤滑油4,381トン、その他の補給物資5,256トン積載）を護衛し、米国の航空機による初めてのイタリア艦船の攻撃となる多数回の航空攻撃（コンソリデーテッド B-24 リベレーターが使用された）を受けたものの目的地に到達した。
1943年1月9日、フェルッチオ・フェリーニ中佐の指揮の下、駆逐艦マエストラーレとともに、ナポリからビゼルテに向かう内燃機船イネス・コラードの護衛を務めた。しかし、同日の夕方にマエストラーレの艦尾が触雷して脱落し（英機雷敷設艦アブディールが敷設した機雷原のものだが、当時は機雷によるものなのか魚雷攻撃なのかはわからなかった）、コルサロは損傷を受けた艦の救出に向かったものの、その少しあとに自艦の艦尾も触雷し（この爆発で行動不能となった）、数秒後に艦体中央近くでも爆発が起きて艦隊が2つに割れて、ビゼルテの64度方向38カイリの地点で20:16に急速に沈没した。
一部は海中におり、残りの一部が一艘の救命艇にのった難破者（フェリーニ艦長も含まれる）は、沈没のおよそ24時間後にボン岬に辿り着き、夜明けまでを過ごしたのちに救助の飛行艇によってイタリアへと帰還した。
コルサロ乗員のうち、187名が死亡ないし行方不明となった。

### 艦長
- リオネッロ・サグラモーゾ中佐（1900年5月7日、ヴェローナ生まれ、1942年6月16日-1943年1月）
- フェルッチオ・フェリーニ中佐（1903年6月19日、リヴォルノ生まれ、1943年1月）